# زیگفرید بونیگاوزن
زیگفرید بونیگاوزن (انگلیسی: Siegfried Bönighausen؛ زادهٔ ۲۰ مارس ۱۹۵۵) بازیکن فوتبال اهل آلمان است.
از باشگاه‌هایی که در آن بازی کرده‌است می‌توان به باشگاه فوتبال بوخوم، باشگاه فوتبال روت‌وایس اسن، و باشگاه فوتبال بروسیا دورتموند اشاره کرد.